# Joseph Böhm (Violinist)

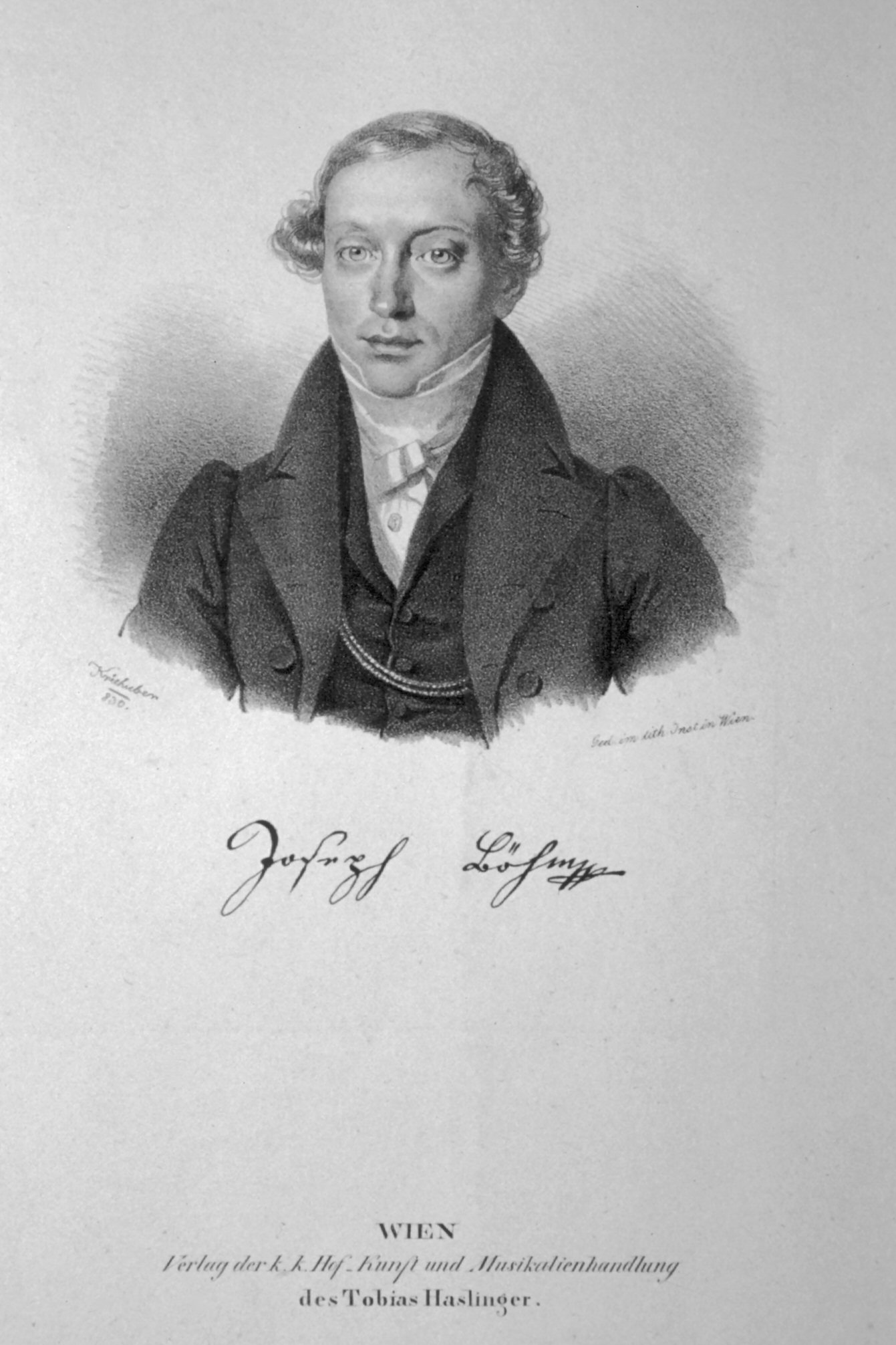
Joseph Böhm, Lithographie von Josef Kriehuber, 1830

Michael Joseph Böhm (* 4. März 1795 in Pest; † 28. März 1876 in Wien) war ein österreichischer Violinist und Komponist, er gehörte zu den wichtigsten Violinpädagogen des 19. Jahrhunderts und gilt als Begründer der Wiener Violinschule.

## Leben
Seine musikalische Ausbildung erhielt Joseph Böhm von seinem Vater (Konzertmeister am Pester Theater) und sporadisch auch von Pierre Rode. Als Achtjähriger unternahm er mit ersterem eine vierjährige „Kunstreise“ nach Polen und kam etwa 1813 nach Wien, wo er 1816 sein Debüt feierte. Er machte sich rasch als virtuoser Solist einen Namen und galt bis Ende der 1820er Jahre neben Joseph Mayseder als bester Geiger der jüngeren Generation in Wien, bekannt auch dafür, dass er bei Auftritten (als einer der ersten) keine Noten verwendete. Sein Spiel charakterisierte der bekannte Musikkritiker Eduard Hanslick folgendermaßen: „Böhm (…) imponirte vorzüglich durch eine unfehlbare Reinheit und durch großen, edlen Ton“.
Schon bald versuchte er sich aber auch als Kammermusiker: „Nach Schuppanzighs Abreise trat Josef Böhm, der als junger talentvoller Geiger sich eben erst den Wienern vorgestellt hatte, dessen Erbschaft an und eröffnete am 20. November 1816 eine Reihe von sechs Quartett-Produktionen im ‚Römischen Kaiser’“. Seine Partner waren denn auch die ehemaligen Musiker des berühmten Schuppanzigh-Quartetts, das nach der Entlassung aus dem Dienst des Fürsten Rasumowsky und Antritt einer mehrjährigen Reise seines Primarius aufgelöst wurde. Doch scheint es sich vorerst nur um eine einmalige Konzertserie gehandelt zu haben, denn Böhm unternahm in Folge mit dem Pianisten Johann Peter Pixis selbst eine Tournee nach Italien.
Nach seiner Rückkehr wurde er 1819 als Professor an das ein Jahr zuvor gegründete Konservatorium der Gesellschaft der Musikfreunde berufen, dessen erste Instrumentalklasse er nun leitete. 1821 außerdem zum Mitglied der Wiener Hofmusikkapelle ernannt, unternahm er es nun, „die durch einige Jahre ausgesetzten, von Schuppanzigh gegründeten Quartett-Unterhaltungen im Prater wieder aufzunehmen“. Als Partner fungierten nunmehr Karl Holz, Franz Weiß und Joseph Linke. Und diese waren durchaus erfolgreich, wie Kritiken am Ende der Saison erkennen lassen: „Wir sehen mit Freuden der Wiedereröffnung dieser Konzerte entgegen, welche uns den lang entbehrten schönen Genuss der Kammermusik in so vollkommenem Grade wieder verschaffen werden.“
Doch war die Vorfreude vergebens, denn als Solist weiterhin aktiv, unternahm Joseph Böhm anschließend neuerlich Konzertreisen nach Deutschland und Frankreich.
1823 kehrte Schuppanzigh nach Wien zurück, übernahm nun seinerseits Böhms Quartettpartner für ein neues Ensemble und führte wieder regelmäßig seine legendären Konzertzyklen mit zahlreichen Uraufführungen beethovenscher und auch schubertscher Streicherwerke durch. Bei einzelnen hat Joseph Böhm Schuppanzigh als Primarius vertreten, bevor er um 1827 seine Virtuosenlaufbahn beendete und sich aus dem Konzertleben weitgehend zurückzog. Umso eifriger pflegte er nun das Quartettspiel im intimen Freundeskreis im eigenen Heim und ließ auch Schüler – den hohen Stellenwert des Ensemblespiels und der Streicherwerke Beethovens vermittelnd – an diesen Quartettabenden teilhaben.
Denn Böhm widmete sich jetzt in erster Linie seiner Lehrtätigkeit am Konservatorium und war darin auch äußerst erfolgreich, gilt er doch als Begründer der neueren Wiener Geigenschule. Zu seinen bekanntesten (darunter auch privaten) Schülern zählten: Jenő Hubay, Joseph Joachim, Heinrich Wilhelm Ernst, Jakob Dont, Georg Hellmesberger senior, Jakob Grün (1837–1916), Ede Reményi und Sigismund Bachrich (1841–1913). Nicht wenige von ihnen wurden ihrerseits bedeutende Violinpädagogen an den verschiedensten Musiklehranstalten Europas.
Als im Zuge der Revolution von 1848 das Konservatorium geschlossen wurde, legte Böhm (ohne erkennbare politische Gründe) seine Funktion als Violinprofessor zurück, seine Mitgliedschaft bei der Hofkapelle behielt er hingegen bis 1868.
Joseph Böhm starb 1875 im hohen Alter von 81 Jahren und hinterließ als Komponist einige kleinere Werke für Violine im populären Stil seiner Zeit.